# Alabote-da-Groenlândia
O alabote-da-Groenlândia (Reinhardtius hippoglossoides) pertence à família Pleuronectidae e é a única espécie do gênero Reinhardtius. É um peixe predador que se encontra principalmente em profundidades entre 500 e 1.000 m e é encontrado nos frios oceanos Atlântico Norte, Pacífico Norte e Ártico.
Ele tem uma variedade de outros nomes vernáculos em inglês, incluindo black halibut, blue halibut, lesser halibut, e Newfoundland turbot; embora tanto Newfoundland turbot quanto Greenland turbot sejam de uso comum na América do Norte, esses nomes normalmente não são usados na Europa, onde podem causar fácil confusão com o Psetta maxima.
O alabote-da-Groenlândia é pescado comercialmente em toda a sua área de distribuição, com disputas sobre os direitos de pesca dessa espécie no Oceano Atlântico, ao largo do Canadá, resultando na Guerra do Pregado em meados da década de 1990 (uma “guerra” sem feridos ou vítimas).
O alabote-da-Groenlândia é um peixe chato, e o olho esquerdo migrou durante o desenvolvimento do peixe para o lado direito da cabeça. Entretanto, nesse peixe, ele não se moveu tanto quanto nos peixes chatos que vivem no fundo do mar, e o peixe provavelmente consegue enxergar para frente. O alabote-da-Groenlândia pode nadar na posição vertical e ambos os lados do corpo são marrons salpicados, mas o lado esquerdo é mais pálido do que o direito.
O fiorde de Hellefisk [en], na Groenlândia, recebeu o nome desse peixe, sendo hellefisk o nome dinamarquês do alabote-da-Groenlândia.

## Descrição
Sua morfologia, com o olho esquerdo posicionado na crista dorsal da testa, dá a ele a aparência de um ciclope quando se olha diretamente para ele. A posição central do olho esquerdo no alabote-da-Groenlândia provavelmente lhe dá uma gama muito maior de visão periférica em comparação com outros peixes chatos, onde o olho migrou completamente. A forma de seu corpo é alongada e comprimida dorsoventralmente e os músculos de ambos os lados são igualmente desenvolvidos. Ambos os lados são pigmentados, mas o lado cego esquerdo é ligeiramente mais claro do que o lado direito. O comprimento máximo é de cerca de 120 cm e o peso máximo é de cerca de 45 kg, o comprimento normal é de 80-100 cm e eles geralmente pesam 11-25 kg.

## Distribuição e habitat
O alabote-da-Groenlândia é uma espécie de água fria encontrada em profundidades que variam de perto da superfície a 2.200 m, mas principalmente entre 500 e 1.000 m. É encontrado principalmente em águas com temperaturas de 1 a 4 °C, mas também foi observado em temperaturas abaixo de zero de até -2,1 °C. Ele tem uma distribuição circumpolar no Hemisfério Norte e é encontrado nos oceanos Atlântico Norte e Pacífico Norte. No Pacífico Norte, sua área se estende do Mar do Japão, próximo a Honshu, em direção ao norte, até o Mar de Tchuktchi, a leste, passando pelas Ilhas Aleutas, e ao sul, até o norte da Baixa Califórnia, no México. No Atlântico Norte, ocorre das Ilhas Britânicas ao norte da Noruega, Ilhas Faroe, Islândia e leste da Groenlândia, a leste, e da Terra Nova ao noroeste da Groenlândia, a oeste.

## Biologia

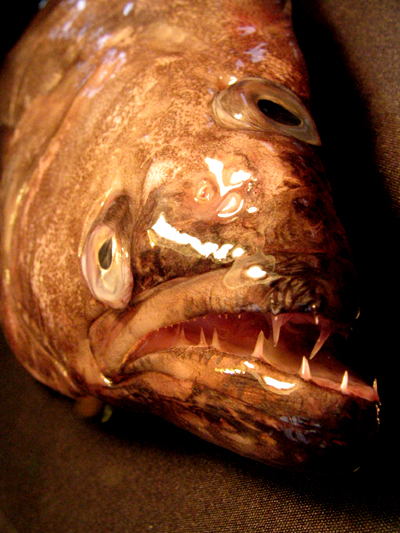
Visão aproximada da cabeça, mostrando os dentes fortes dessa espécie predatória (parte superior do peixe à esquerda, parte inferior à direita).

Como uma espécie de peixe chato, presume-se que esse peixe esteja associado principalmente ao leito marinho; no entanto, informações de marcação mostram que ele passa o tempo próximo ao leito marinho e com excursões frequentes à coluna d'água, presumivelmente para se alimentar. Esses movimentos para cima na coluna d'água explicam por que ele é frequentemente capturado de forma pelágica. Especula-se que, quando na coluna d'água, eles nadam em uma posição vertical, mas os dados das etiquetas de armazenamento de dados não sustentam essa hipótese.
O alabote-da-Groenlândia é um predador oportunista e consome uma variedade de presas de habitats demersais e pelágicos. Geralmente, os indivíduos com menos de 20 cm de comprimento se alimentam de pequenos crustáceos, como anfípodes. À medida que crescem, sua dieta muda e eles começam a se alimentar de camarões e peixes, e os indivíduos com mais de 60 cm são principalmente piscívoros. Sua dieta também varia espacialmente, refletindo a disponibilidade de diferentes itens de presa em diferentes áreas. No nordeste do Ártico, lulas e peixes, como arenque-comum, capelim e bacalhau-do-atlântico, são componentes importantes de sua dieta, sendo que as lulas constituem um componente maior da dieta de indivíduos menores. No Mar de Beaufort e no leste do Canadá, o bacalhau-polar e o peixe-caracol-gelatinoso [en] são presas importantes, enquanto nas áreas de camarão do oeste da Groenlândia, o camarão e o Sebastes são as principais presas. Sabe-se que eles se alimentam de quantidades significativas de vísceras descartadas de embarcações de pesca.
O alabote-da-Groenlândia desova de janeiro a março. Durante a desova, o alabote-da-Groenlândia realiza subidas de desova, nas quais sobe pela coluna d'água desde águas profundas até profundidades de cerca de 200 a 350 m, onde libera seus óvulos e esperma antes de descer de volta para águas mais profundas. As fêmeas liberam um lote de ovos a cada ano, enquanto os machos desovam com várias fêmeas ao longo da temporada de desova. Os ovos e as larvas permanecem suspensos na coluna d'água durante todo o desenvolvimento e completam sua metamorfose ao atingir um comprimento de 6-8,5 cm.
O alabote-da-Groenlândia tem uma forma incomum de desenvolvimento das gônadas em comparação com muitas outras espécies de peixes. Eles desenvolverão dois grupos de ovócitos simultaneamente, um grupo será desovado no ciclo de desova atual e o outro será desovado no próximo ciclo de desova. O motivo disso é que os ovos são grandes (2,5 a 3,0 mm de diâmetro) e, na água fria em que habitam, leva mais de um ano para que os ovócitos completem a vitelogênese [en]. Se eles desenvolvessem um grupo de ovócitos por vez, só conseguiriam desovar a cada dois anos.

## Pesca e conservação

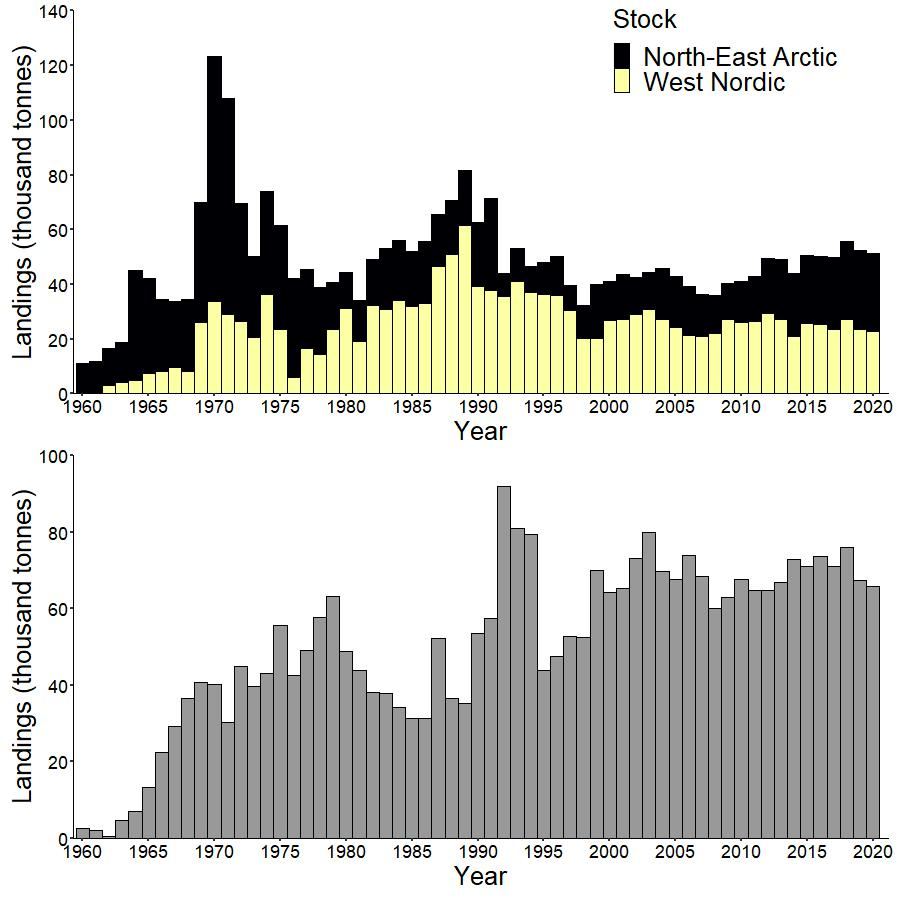
Desembarques de alabote-da-Groenlândia (Reinhardtius hippoglossoides) no oceano Atlântico oriental (acima) e ocidental (abaixo). Os desembarques do Atlântico oriental são divididos entre o estoque do nordeste do Ártico e o estoque do oeste nórdico. Dados do Conselho Internacional para a Exploração do Mar e da en.

O alabote-da-Groenlândia é pescado comercialmente por vários países, incluindo Rússia, Noruega, Islândia, Alemanha, Espanha, Groenlândia e Canadá, e é capturado com uma variedade de equipamentos, incluindo redes de arrasto de fundo, palangres e redes de emalhar. Os desembarques registrados têm sido em torno de 50 a 140 mil toneladas métricas por ano desde 1960. A pesca é o setor mais importante da Groenlândia, e o alabote-da-Groenlândia é a segunda espécie mais importante (depois do Pandalus borealis), o que significa que qualquer mudança pode ter um efeito significativo na economia geral do país, bem como na economia local, já que a maioria das pescarias costeiras envolve pescadores de pequena escala e de barcos pequenos. Da mesma forma, a pesca do alabote-da-Groenlândia é muito importante para algumas comunidades das Primeiras Nações e inuítes no Canadá.
A espécie não está ameaçada em geral e pode ser localmente abundante, mas está quase ameaçada de extinção. Até a década de 1970, a espécie declinou devido à pesca predatória, mas desde a década de 1980, um ligeiro aumento geral foi observado, embora algumas populações locais tenham diminuído ainda mais. A principal ameaça é a pesca predatória. As ameaças secundárias estão relacionadas a seus locais de desova em águas profundas. Alguns estão em áreas com extração de petróleo e gás. Outros locais de desova estão em regiões profundas e próximas à costa, onde o ecossistema depende dos nutrientes do derretimento da água das geleiras, mas esses locais estão desaparecendo gradualmente.
Em 2010, o Greenpeace International incluiu o alabote-da-Groenlândia em sua lista vermelha de frutos do mar porque parte da pesca do alabote-da-Groenlândia é feita com redes de arrasto de fundo, o que pode causar danos ambientais significativos, e algumas populações parecem estar sendo pescadas em excesso. Nas regiões costeiras e em algumas regiões ao largo da costa, a pesca do alabote-da-Groenlândia é feita principalmente por meio da pesca com palangre em águas profundas (fora do alcance das aves marinhas e muito fria para as tartarugas marinhas, problemas para esse tipo de pesca em águas mais rasas e quentes) e redes de emalhar de fundo estacionárias, que não causam os mesmos danos que a pesca de arrasto de fundo. Em 2017, o Marine Stewardship Council [en] certificou que a pesca do alabote-da-Groenlândia era sustentável. Como o Canadá e a Groenlândia compartilham as populações em alto-mar na região do Estreito de Davis-Baía de Baffin entre eles, os dois compartilham a cota de pesca e seguem as mesmas diretrizes nessa região. As populações em alto-mar nessa região são saudáveis, estáveis e bem gerenciadas, mas em áreas mais costeiras algumas populações caíram devido à sobrepesca, embora recebam uma entrada regular de peixes jovens das populações estáveis em alto-mar. Acordos sobre cotas de pesca para a pesca em alto-mar do alabote-da-Groenlândia e de outras espécies também foram firmados entre a Groenlândia, as Ilhas Faroe, a Noruega e a Rússia. Entre as populações bem monitoradas, as da região leste da Groenlândia-Islândia (ou seja, Mar da Groenlândia, Estreito da Dinamarca e proximidades) sofreram o maior declínio desde a década de 1970. Em 2019, as partes concordaram com a redução da pesca do alabote-da-Groenlândia na região do Mar da Groenlândia, seguindo recomendações de biólogos. Em algumas águas costeiras da Groenlândia, as cotas de pesca do alabote-da-Groenlândia foram temporariamente aumentadas várias vezes, contrariando as recomendações dos biólogos da pesca e levando a recomendações de uma separação mais clara entre as decisões sobre cotas e o governo da Groenlândia (decisões que não são totalmente deixadas para a Comissão de Pesca da Groenlândia). Também existe uma pescaria menor para a espécie no Golfo do Alasca (onde é relativamente incomum) e na região do Mar de Bering (onde é mais comum), e essas populações não são pescadas em excesso.
A carne macia e rica em óleo é considerada boa, mas inferior à do alabote-do-Atlântico [en] e do Psetta maxima. Tradicionalmente, era salgada, mas hoje é principalmente defumada ou congelada, e o principal mercado é o Leste Asiático, onde é considerada uma iguaria. Entretanto, devido à pele grossa, ao alto teor de gordura e ao baixo rendimento da carne, até um terço do peixe pode ser perdido na produção. Na Groenlândia, os restos são frequentemente usados como alimento para os cães de trenó (cães-da-Groenlândia).